# هيئة الإمارات للمواصفات والمقاييس
هيئة الإمارات للمواصفات والمقاييس، هي الهيئة الوطنية لتنظيم المعايير في دولة الإمارات العربية المتحدة. تأسست عام 2001 بموجب القانون الاتحادي رقم 28، بهدف تنسيق المعايير واللوائح وجهود مراقبة الجودة في الدولة كما قدمت خدمات في مجال المعايير والمقاييس وتقييم المطابقة والاعتماد بما يتماشى مع المعايير والممارسات العالمية. دُمجت الهيئة مع وزارة الصناعة والتكنولوجيا المتقدمة المنشأة حديثًا بعد التعديل الوزاري في يوليو 2020  في أعقاب تفشي جائحة كوفيد-19.